# مخندقة
تفريني أو مُجَعَّدة (الاسم العلمي: Taphrina) هو جنس من الفطريات يتبع فصيلة التفرينية من رتبة التفرينيات.

## أنواعه
- مجعدة المغث
- مجعدة الدردار
- مجعدة الدراقن واللوز
- مجعثنة الخوخ
- مجعدة الحور
- مجعدة الإجاص